# Коток 2: Випускний
«Коток 2: Випускний» (англ. The Mangler 2: Graduation Day) — канадський фільм жахів 2002 року режисера Майкла Гамільтона-Райта, що вийшов одразу на DVD, без попереднього показу в кінотеатрах.

## Сюжет
Старшокласниця Джоанн Ньютон завантажує в комп'ютерну мережу своєї школи, здавалося б, нешкідливий вірус, скачаний з одного чату користувачів прасками. Звідки їй було знати, що вірус «Коток 2.0», який може самостійно розвиватися і навчатися, являє собою найнебезпечнішу програму, яка дуже швидко «захопить» всі електричні прилади школи.
У той момент, коли вірус активували в школі перебували директор школи Бредін, а також сама Джоанна і кілька її однокласників — порушників дисципліни, залишених в школі після уроків. Всі вони стали заручниками електронного монстра. А після того, як «Коток 2.0» зумів «придбати» собі ходячого «помічника» (вірусу вдалося заволодіти мозком Бредіна, вставивши в нього безпосередньо свої дроти), він почав криваве полювання за школярами.

## У ролях
| Актор                | Роль                         |
| -------------------- | ---------------------------- |
| Ленс Генріксен       | містер Бредін директор школи |
| Челсі Свейн          | Джо Ньютон учениця           |
| Філіпп Бергерон      | містер Лекур шеф-кухар       |
| Даніелла Євангеліста | Емілі Стоун учениця          |
| Майлс Мідоус         | Корі Бенкс учень             |
| Вілл Сандерсон       | Ден Чанна учень              |
| Декстер Белл         | Вілл Велш учень              |
| Джефф Дюсетт         | двірник Боб                  |
| Гарвін Кросс         | містер Вессі вчитель         |
| Девід Крістенсен     | Пол Коуді охоронець Джо      |
| Кен Кемрукс          | містер Ньютон батько Джо     |